# Bolsa Família

Logo de Bolsa Familia utilizado por el gobierno de Brasil.

Bolsa Família (en español: Bolsa Familia) es un programa de bienestar social brasileño que forma parte de la red de programas de asistencia social del gobierno federal del país. Bolsa Familia es un elemento de transferencia de ingresos que proporciona ayuda financiera a familias pobres de 
Brasil, y a cambio, las familias deben asegurarse de que los niños asistan a la escuela y cumplan los calendarios de vacunación. Establecido en 2003 y convertido en ley en 2004 por el gobierno de Lula da Silva y el Partido de los Trabajadores (PT), fue en sus inicios una unificación y ampliación de programas sociales anteriores, como el programa Bolsa Escuela establecido por Fernando Henrique Cardoso o el programa Hambre Cero de Lula. El programa intenta reducir la pobreza a corto plazo mediante las transferencias directas de dinero, y a largo plazo con el aumento de capital humano entre las clases pobres a través de transferencias monetarias condicionadas; también presta asistencia en materia educativa a jóvenes sin recursos.
Bolsa Familia cubre con ingresos mensuales a aquellas familias pobres con ingresos per cápita de entre 77,01 y 154 reales mensuales; cada familia recibe una cantidad variable en función del cumplimiento de los objetivos fijados antes mencionados y para finales de 2015 la cantidad promedio por familia fue de 176 reales mensuales y la transferencia mínima de 35 reales por mes. Según los estudios la mayor parte de estos ingresos se destinan a comprar alimentos, objetos escolares y ropa.
Pieza central de las políticas sociales de Lula da Silva durante su presidencia, está considerado el mayor programa de transferencia de rentas de Brasil y del mundo y cuenta con el apoyo técnico del Banco Inter-Americano de Desarrollo (BID) y del Banco Mundial, institución que señala que en su primera década de funcionamiento, «Bolsa Familia logró reducir a la mitad la pobreza en Brasil». Está considerado también uno de los principales programas de reducción de la pobreza en el mundo y en 2008  The Economist lo describió «como un sistema de lucha contra la pobreza inventado en América Latina que está ganando adeptos en todo el mundo».

## Evolución
En 2003, año de su establecimiento, el programa beneficiaba a 16,5 millones de personas y tuvo unos costos de 3000 millones de reales (975 millones de dólares USD o el 0,17% del PIB del país). Diez años después (2013), con Dilma Rousseff (PT) como presidenta de Brasil tras el fin del segundo mandato de Lula, se beneficiaban de Bolsa Familia cerca de 55 millones de personas o 12 millones de familias (el 27% de la población de Brasil), con unos gastos para ese año de 24 450 millones de reales (12 242 millones de USD o el 0,51% del PIB).
Tras el fin de los gobiernos del Partido de los Trabajadores, el presidente brasileño Jair Bolsonaro, electo en 2018 con el apoyo del Partido Social Liberal, puso en duda y criticó duramente las bases del programa, redujo sus fondos, eliminó las prestaciones a un millón de familias y frenó especialmente la concesión de nuevas ayudas a familias solicitantes. Sin embargo, en 2020, ante las dificultades económicas producto de la pandemia de coronavirus que se extendió por todo el mundo, su gobierno restableció y amplió los programas de transferencia de renta. Como resultado, en marzo de 2020, 13,8 millones de familias se beneficiaban de Bolsa Familia, con un desembolso medio de 34 dólares estadounidenses al mes, equivalentes al 18% del salario mínimo de Brasil —190 USD al mes.

## Valoraciones
Aunque por lo general ha sido objeto de valoraciones positivas, sus críticos, especialmente opositores a los gobiernos del PT en Brasil y otras organizaciones, aseguran que «Bolsa Familia no es la mejor opción para reducir la pobreza y crea dependencia y desincentiva la búsqueda de empleo», al tiempo que políticamente sería una forma de asegurarse el voto de las clases bajas. Sus partidarios en cambio defienden que el programa mantiene a decenas de millones de brasileños fuera de la pobreza y que cada real invertido genera 1,78 reales a la actividad económica. Al respecto, instituciones internacionales como el Banco Mundial o la Organización Internacional del Trabajo (OIT) consideran que las críticas a Bolsa Familia no tienen fundamento y que sus efectos son más bien los contrarios; la OIT señala que el programa «no genera desincentivos, aumenta la participación de sus beneficiarios en el mercado laboral y dinamiza las economías locales». En 2014, Bolsa Familia fue señalado por la Organización de las Naciones Unidas para la Alimentación y la Agricultura (FAO) como una de las principales estrategias adoptadas por Brasil que resultaron en la superación del hambre, retirando así al país del mapa del hambre mundial.

## Participaciones internacionales

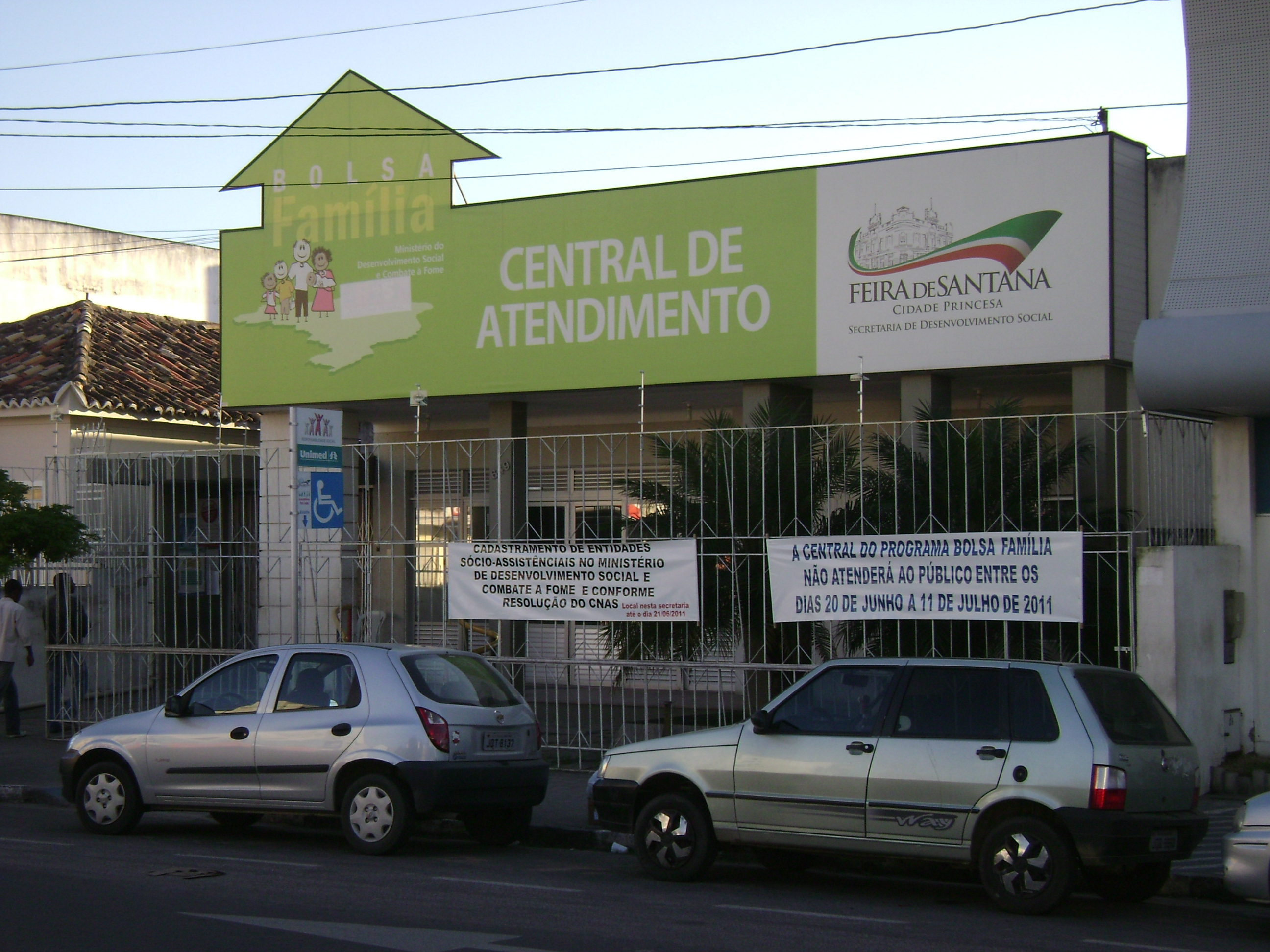
Centro de atención a los beneficiados del Bolsa Familia en Feira de Santana, Bahía.

El «Beca Familia Proyecto» del Banco Mundial, inaugurado en junio de 2005, colabora con el programa Bolsa Familia, consolidando los diversos programas de transferencia de renta -anteriormente dispersos- reduciendo sus fallas y duplicidades de cobertura, fortaleciendo el sistema de gestión del Beca a la familia e identificando a su público objetivo, así como desarrollando y monitorizando un método científico para evaluar los efectos del programa, y fortaleciendo los aspectos institucionales básicos de su administración. 
Los estudios del Banco Mundial revelan que, aunque el programa es muy nuevo, ya se han registrado resultados mensurables positivos en el consumo de alimentos, en la calidad de la dieta y en el crecimiento de los niños. Kathy Lindert, jefa del equipo del proyecto Bolsa Familia, enumera una serie de desafíos que tendrán que ser enfrentados en el futuro por la Bolsa Familia, tales como la definición clara de objetivos, monitoreo y evaluación, para asegurar que el programa no se convierta en una isla aislada, y que se complemente con inversiones en educación, salud e infraestructura, ayudando a las familias, a «graduarse del programa» (es decir, a salir de él). Sus investigaciones indican que el beneficio no desalienta el trabajo y el ascenso social. Por el contrario, afirma Bénédicte de la Brière, responsable del programa en la institución:

El trabajo adulto no se ve afectado por la transferencia de ingresos. Incluso a veces algunos adultos trabajan más porque tienen esa garantía de renta básica que permite asumir un poco más de riesgos en sus ocupaciones.